# Бом-Григорьева, Надежда Сергеевна
Надежда Сергеевна Бом-Григорьева (24 августа 1884 года, Серпухов, Московская область — 22 августа 1974 года, Москва) — русская и советская художница, график, живописец. Её работы входят в собрания многих музеев России и СНГ. Была почётным членом Московского клуба экслибристов.

## Биография
Родилась в дворянской семье. Родные братья: Борис (1886—?), Глеб (1888—?) и Георгий (1889—1945) — врач ортопед-травматолог. Муж — художник Николай Григорьев.
Занималась в Москве в частных студиях у Василия Поленова, Владимира Россинского и Эмилии Фаллиз. В 1920-е годы училась во ВХУТЕМАСЕ у Петра Кончаловского.
С 1916 года участвовала в выставках. Член и экспонент объединений «Современная живопись» (1916—1917), «Московский салон» (1917—1920), «Товарищество передвижных художественных выставок» (1917—1923), Московского товарищества художников (1924), Ассоциации художников-графиков (1926—1928), группы «22 художника» (1927), Общества художников имени И. Е. Репина (1927—1929), АХРР.
С 1924 года стала заниматься офортом под руководством Матвея Алексеевича Доброва (1877—1958). В этой технике, а также в сочетании офорта с акватинтой Бом-Григорьева создала ряд экслибрисов для членов учёной комиссии «Старая Москва» (А. М. Васнецов, Н. Д. Виноградов, C. А. Вуль, Н. М. Григорьев, Л. И. Доброва, И. Н. Жучков, П. Н. Миллер, Н. Н. Орлов, И. Н. Павлов, Н. П. Чулков), посвященных различным уголкам Москвы. В 1930-е годы выполнила единственный экслибрис на своё имя и не возвращалась больше к книжным знакам. Впоследствии в 1940-е годы все книжные знаки Бом-Григорьевой были приобретены известным коллекционером Сергеем Петровичем Фортинским.
В 1920—1930-х годах бывала и рисовала в Кандалакше, создала ряд работ, посвященных поморской старине.
В 1938 году в Москве вместе с мужем участвовала в выставке картин художников-полярников «Арктика», организованной с целью популяризации Советского Севера.
Похоронена на Ваганьковском кладбище (34 уч.).